# Aeroportul Brive – Laroche
Aeroportul Brive – Laroche (IATA: BVE, ICAO: LFBV) este un aeroport din Corrèze, Nouvelle-Aquitaine, Franța metropolitană, Franța ce deservește zona Brive-la-Gaillarde. Aeroportul a fost tranzitat în 2010 de 12.301 pasageri. A fost numit după zona deservită.
Situat la o altitudine de 35 m, aeroportul dispune de o singură pistă.